# Hugues de Châtillon-Dampierre
Hugues de Châtillon-Dampierre, né vers 1340 et mort entre 1382 et 1389, est le fils de Jean Ier de Châtillon-Dampierre et de son épouse Marie de Rollancourt. À la mort de son père, il devient seigneur de Sompuis, en Champagne. Puis, à la mort sans héritier de son frère aîné, il hérite également des terres paternelles et maternelles et devient également seigneur de Dampierre et de Rollancourt.
Il s'illustre pendant la guerre de Cent Ans, lors de laquelle il est nommé par le roi maître des arbalétriers de France. Il prend notamment le comté de Ponthieu et sa capitale Abbeville avant d'être fait prisonnier des Anglais. Libéré près de deux années plus tard, il reprend le combat pour le roi et guerroie dans plusieurs endroits du royaume.
Il meurt avant juin 1389 et est remplacé par son fils aîné Jacques de Châtillon-Dampierre.

## Biographie

### Début de carrière
Hugues de Châtillon-Dampierre est le troisième fils de Jean Ier de Châtillon-Dampierre et de son épouse Marie de Rollancourt. Il fait donc partie de la maison de Châtillon et est issu de la branche dite de Châtillon-Porcien. Par sa grand-mère paternelle, il est également l'héritier de la maison de Dampierre, autre importante famille champenoise,.
Il s'illustre au combat lors de la guerre de Cent Ans dès 1356 où il combat des bandes de routiers aux côtés d'Arnaud de Cervole, dit l'Archiprêtre. Puis, en 1360, il prend le château de Noyelles dans lequel étaient plusieurs lettres, actes et procès de Catherine d'Artois, comtesse d'Aumale.
Alors que son frère aîné Gaucher de Châtillon-Dampierre était décèdé lors de la bataille de Poitiers en 1356, son père meurt à son tour vers 1360. Son second frère aîné Jean II de Châtillon-Dampierre et lui se partagent alors les terres familiales et il devient seigneur de Sompuis et de Sommereux tandis que son frère est seigneur de Dampierre ainsi que de Rollancourt, alors même que leur mère Agnès de Rollancourt est toujours vivante.
Fin 1360 et début 1361, il combat en Languedoc sous le connétable de France Robert de Fiennes.
En 1362, épouse Agnès de Séchelles, fille de Mathieu, seigneur de Séchelles, et veuve de Jean Tyrel, seigneur de Poix et de Mareuil, et il devient également le gardien des enfants qu'elle a eu lors de son premier mariage.
En décembre 1363, alors qu'ils sont à Hesdin dans la suite du roi, Hugues et son frère aîné Jean II font un nouveau partage des terres familiales. Jean II obtient toutes les terres champenoises tandis que Hugues récupère les possessions de leur mère, bien que celle-ci soit toujours vivante,.
Vers 1364, son dernier frère, Jean II de Châtillon-Dampierre décède à son tour, et Hugues hérite de toutes les possessions familiales, tant paternelles que maternelles, et il devient ainsi seigneur de Dampierre et de Rollancourt,.

### Homme de confiance du roi de France

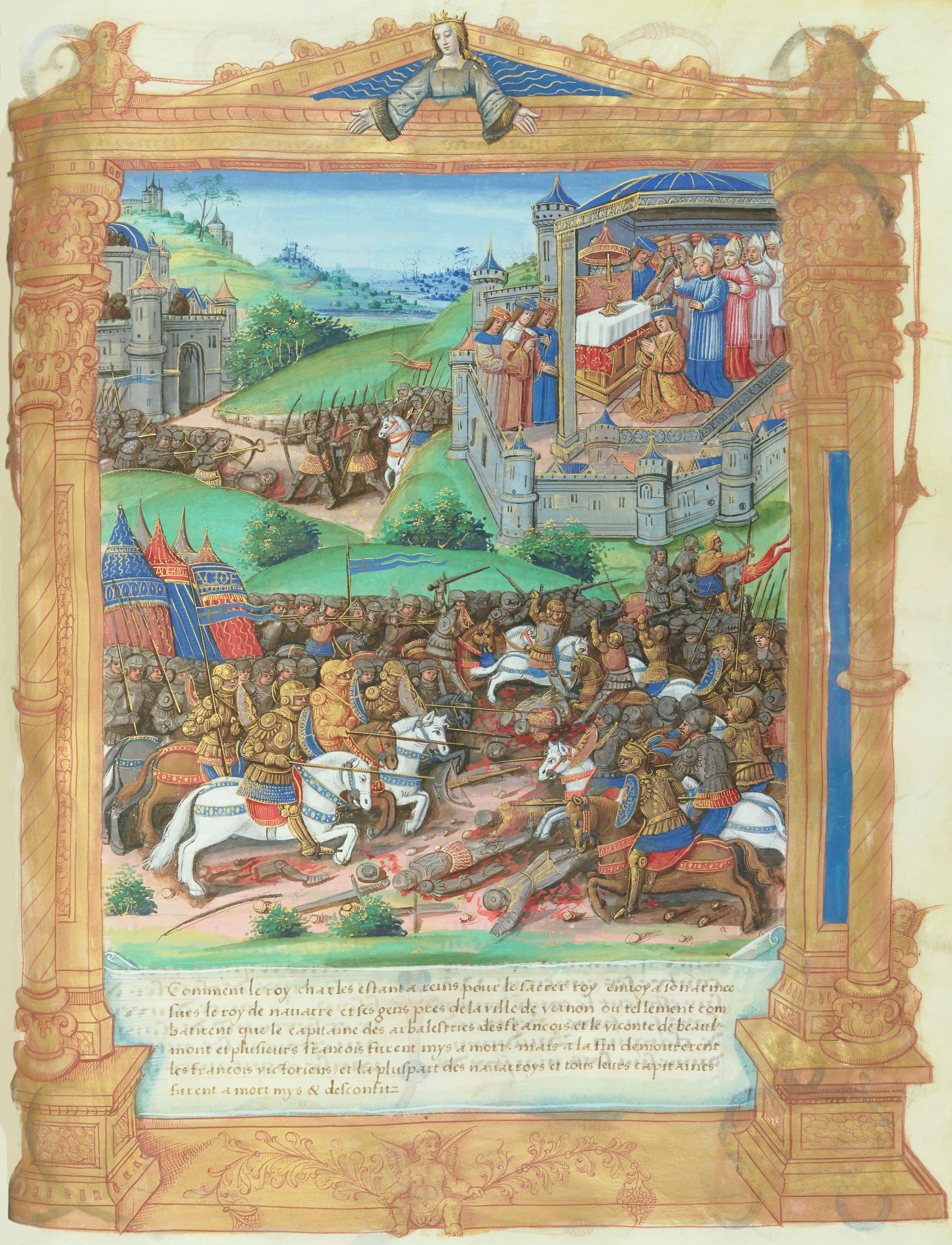
La bataille de Cocherel selon une enluminure ornant la Toison d'or de Guillaume Fillastre, BnF, département des Manuscrits, ms. Français 138,, XVe siècle.

Dès 1364, Hugues est de nouveau au combat contre les Anglais où il sert sous Jean de La Rivière lors de la prise du château d'Acquigny, dans le comté d'Évreux, qui avait servi de refuge à une partie des vaincus de la bataille de Cocherel, avant de porter le combat devant Évreux. Plus tard au cours de la même année, le roi de France Charles V lui confère la dignité de grand-maître des arbalétriers de France, son prédécesseur dans cette fonction, Baudouin de Lens, seigneur d'Annequin, ayant été tué peu avant lors de la bataille de Cocherel,.
À partir de là, il sert en cette qualité dans de nombreuses batailles en divers endroits du royaume. Il est tout d'abord reçu à Vernon avec sept chevaliers et vingt-trois écuyers pour servir sous Raoul II de Raineval, lieutenant du roi ès-parties de Mantes et Meulan, puis sous Jean II de Melun, comte de Tancarville, lieutenant du roi en Champagne, Brie et Orléanais. En 1365, il combat Picardie avec douze chevaliers et trente-six écuyers. Trois ans plus tard, sa troupe est composée de seize chevaliers et quarante-deux écuyers.
Preuve de la confiance du roi à son égard, il fait partie en 1368 des témoins qui signent l'accord passé entre le roi de France Charles V et le comte d'Armagnac contre Édouard de Woodstock, prince d'Aquitaine depuis le traité de Brétigny en 1360. En décembre de la même année, lors du baptême du fils aîné du roi, il à l'honneur de pouvoir porter un cierge.
L'année suivante, il est envoyé par le roi dans le comté de Ponthieu, alors sous domination anglaise, dont la capitale Abbeville se rend à lui le 29 avril 1369 et il en profite pour en rançonner le sénéchal, Nicolas de Louvain, à hauteur de 10 000 francs, avant de soumettre à l'autorité royal tout le comté en une dizaine de jours. Nommé capitaine de la ville, il y reste plusieurs mois, avant d'être fait prisonnier dans une embuscade des Anglais, menés par Nicolas de Louvain, le 12 septembre 1369 avec son beau-fils Jean Tyrel, issu du premier mariage de son épouse. Tous deux sont emmenés à Calais puis en Angleterre, dans l'attente d'une rançon trop importante à payer pour sa femme Agnès de Séchelles. Afin de l'aider à racheter la liberté de son époux, la dame de Dampierre se voit confiée par le roi de France Simon de Burley, chevalier anglais fait prisonnier par son chambellan Jean du Bueil,. Vers mars 1371, Hugues est libéré et le roi lui redonne sa charge de grand-maître des arbalétriers de France ainsi que la somme de 8 000 livres pour l'aider à payer ses dépenses avant de le renvoyer à Abbeville pour garder les frontières,.

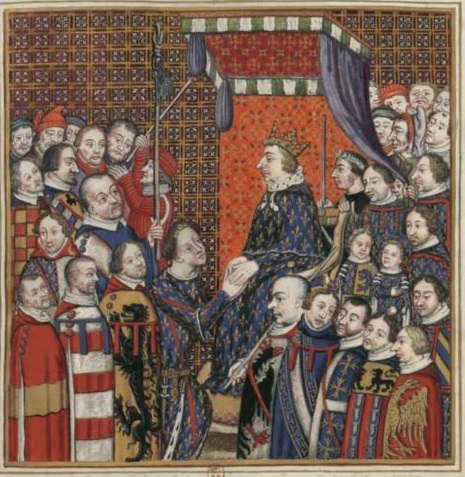
Hugues de Châtillon-Dampierre lors de l'hommage de Bourbon au roi de France, deuxième en bas à droite.

En 1372, il accompagne le connétable Bertrand du Guesclin lors de son expédition en Poitou. Puis en 1373, il est fait par le roi capitaine général en Picardie, Artois et Boulonnais
En octobre 1374, il est nommé par le roi avec plusieurs autres seigneurs et officiers de la couronne pour être du conseil et du gouvernement de l'état pendant la minorité de son fils s'il arrivait malheur au roi,.
En 1377, il échoue à reprendre la forteresse d'Ardres puis en 1379, il combat en Picardie avec le seigneur de Coucy avec qui il poursuit Thomas de Woodstock alors qu'il ravage la Champagne, avant de rejoindre le duc de Bourgogne à Troyes.
En 1381, il combat avec le comte de Flandres contre les sujets de ce dernier qui se sont révoltés et combat devant Gand, puis l'année suivante lors de la bataille de Roosebeke,.

### Fin de vie
La date exacte de la mort Hugues de Châtillon-Dampierre est inconnue, mais survient avant le 18 juin 1389. C'est son fils aîné Jacques de Châtillon-Dampierre qui lui succède comme seigneur de Dampierre.
Quant à son épouse Agnès de Séchelles, elle lui survit, car elle intente en 1390 un procès contre leur fils aîné à propos de son douaire.

## Mariage et enfants

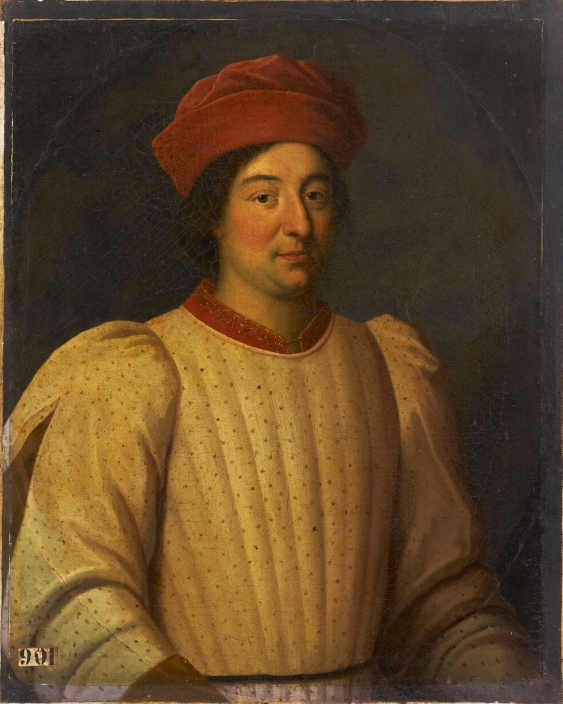
Jacques de Châtillon-Dampierre, fils aîné et successeur d'Hugues de Châtillon-Dampierre.

En 1362, il épouse Agnès de Séchelles, fille de Mathieu, seigneur de Séchelles, et veuve de Jean Tyrel, seigneur de Poix et de Mareuil, avec qui elle a déjà eu quatre enfants. De ce mariage sont issus, :
- Jacques de Châtillon-Dampierre, qui succède à son père. Conseiller, chambellan du Roi et amiral de France. Il meurt à la bataille d'Azincourt en 1415.
- Jean de Châtillon-Dampierre, dit Floridas. Cité dans une charte de 1405 avec son fils naturel Jean de Châtillon.
- peut-être une fille qui aurait épousé un seigneur de Grandville.